# レゴランド・ウィンザー
レゴランド・ウィンザー（英: LEGOLAND Windsor Resort）は、1996年にイギリスのイングランドバークシャーウィンザーにできた、おもちゃの「レゴ」の世界観を題材とした世界で2番目の開園となったレゴランド・パーク（テーマパーク）である。

## 概要
レゴランド・ウィンザーは、イギリス、イングランドのバークシャー州ウィンザーにあるロンドン郊外のレゴランド・パークのなった。1996年にウィンザー・サファリパークの敷地内にレゴランド・ビルン・リゾートに続く世界で2番目のレゴランド・パークとして開業した。
パークや公式ホテル、商業施設などを全て合わせて「レゴランド・ウィンザー・リゾート」と呼ばれている。
このレゴランド・パーク内は、2005年にブラックストーン・グループが土地を購入した（株式の30％はレゴ社が所有している）。そのため現在はマーリン・エンターテイメンツによって運営されている。

## エリア
10個からなるテーマエリアがある。
- ザ・ビギニング
- イマジネーション・センター
- ミニ・ランド
- Duplo Land
- トラフィック
- レゴ・シティ
- Land of the Vikings

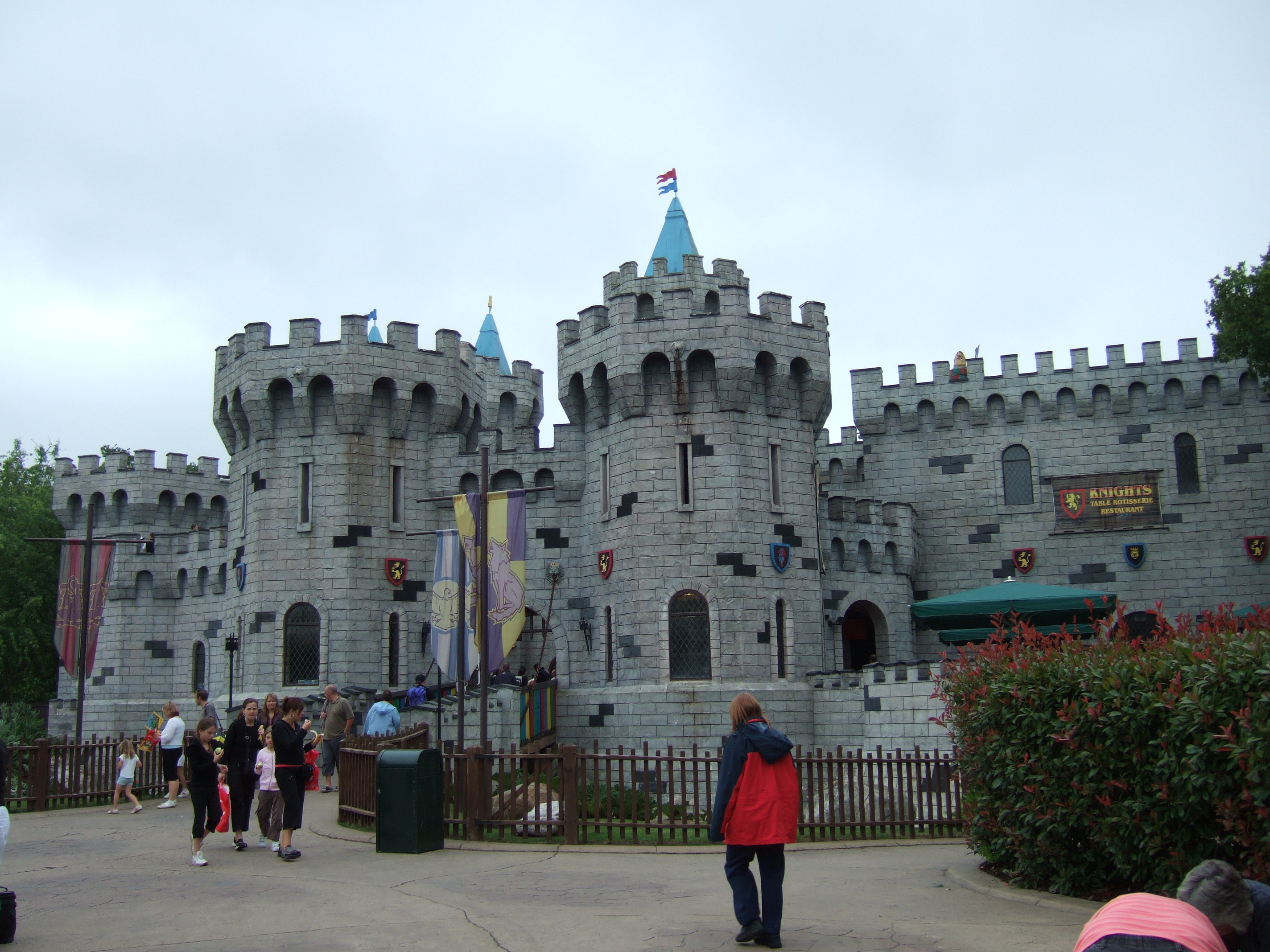

- Kingdom of the Pharaohs
- Knights' Kingdom
- アドベンチャー・ランド
- Pirates Landing

## 事件
2016年8月11日にレゴランド・ウィンザー・リゾートの海賊エリアに訪れていた6歳の少女たちが男から性的暴行を受けたとして、母親がBBCの番組に出演した。

## 歴史
- 1996年3月 - レゴランド・ウィンザー・リゾートは4年間の建設にオープン。彼の最初のシーズンは140万人以上の来園者をが来た。
- 2005年7月13日 - ブラックストーンからパークの所有者はマーリン・エンターテイメンツとなった。
- 2012年 - 約150室が存在しているレゴランド・オフィシャルホテルがオープンした。

## レゴランド・公式ホテル
チェックインの時間は15:00-23:59で、チェックアウトの時間は10:00。
約150室ほどあり、ホテル内のレストランや客室、商業施設等などもレゴを題材としている。

## ギャラリー

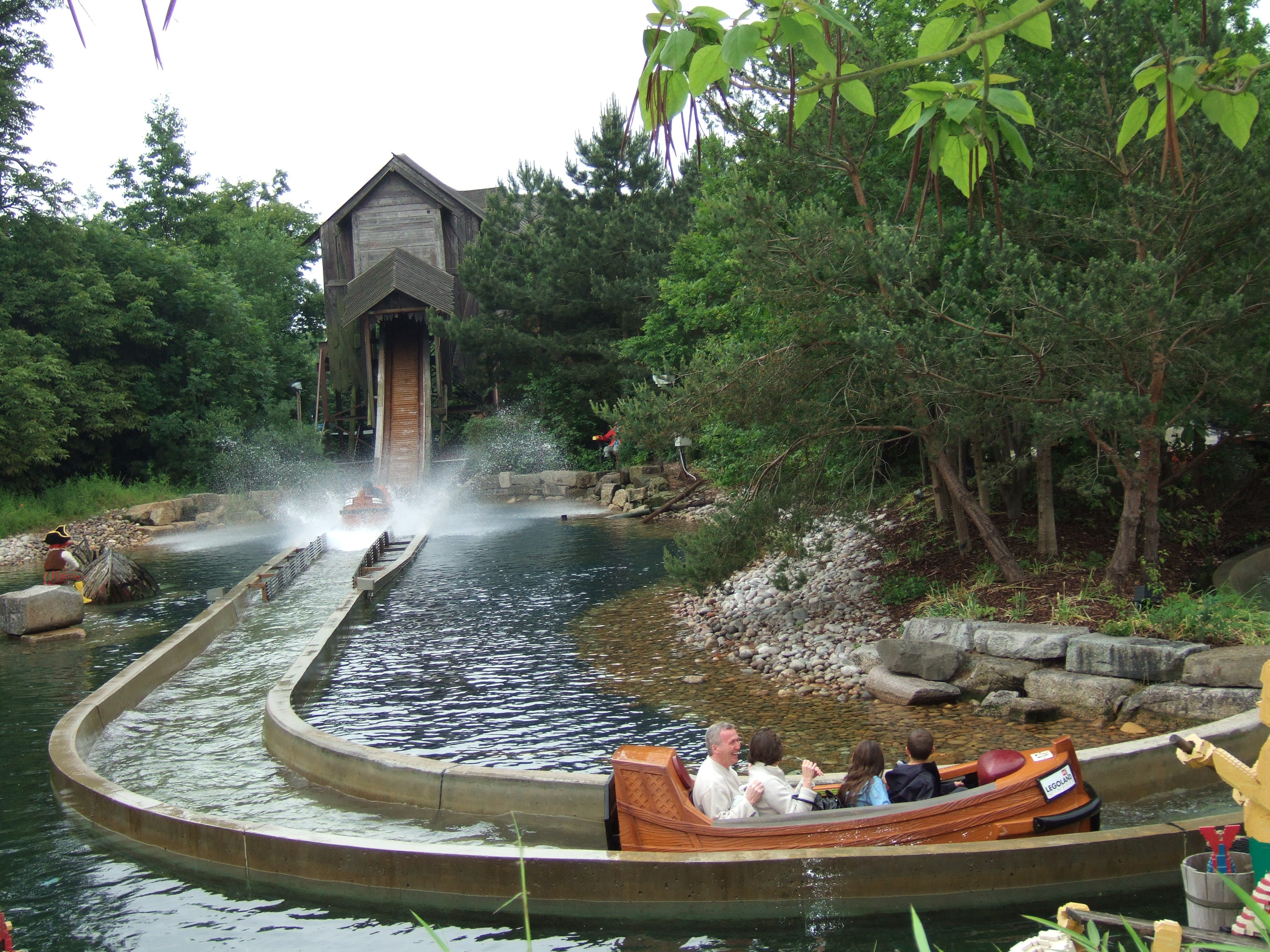
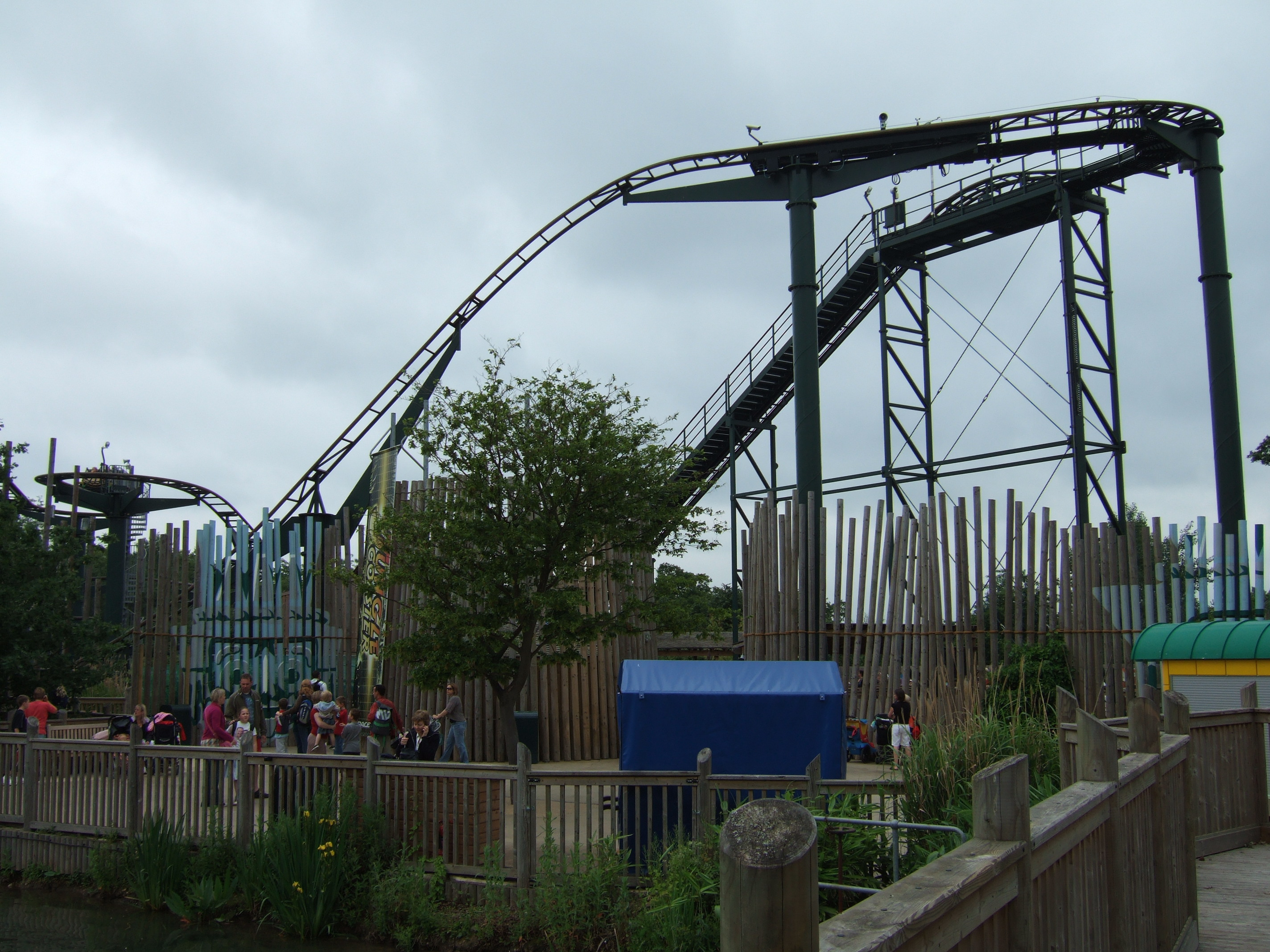